# Amalaberga
Amalaberga (fl. VI secolo) è stata una principessa gota, figlia di Amalafrida, la quale era figlia di Teodemiro, re degli Ostrogoti e sorella di Teodorico il Grande.

## Biografia
Il padre è sconosciuto, lo zio era Teodorico il Grande. Intorno al 510 si sposò con Ermanafrido, figlio del sovrano turingio Bisino e della moglie longobarda Menia.  Ermanafrido e i suoi fratelli Baderico e Bertario succedettero al padre come co-regnanti, mentre la madre tornò al suo popolo, dove la sorella Raicunda sposò Vacone, re dei Longobardi. Ermanfrido e Amalaberga ebbero due figli: un maschio di nome Amalafrido e una femmina, Rodelinda.
Si dice che Amalaberga abbia incoraggiato Ermanfrido a muovere guerra ai suoi fratelli e a diventare l'unico sovrano. Bertachar fu ucciso in battaglia, forse già nel 525.   Ermanfrido cercò allora l'aiuto di Teodorico I, re merovingio dell'Austrasia, per attaccare Baderico e prendere il controllo di tutta la Turingia. Dopo che Baderico fu sconfitto e decapitato dai Franchi, Ermanfrido rinunciò ad alcune concessioni terriere promesse. Teodorico convinse allora suo fratello, Clotario I, re merovingio di Soissons, a unirsi a lui per attaccare Ermanfrido.
Secondo i Decem Libri di Gregorio di Tours, nel 531 Ermanafrido fu sconfitto nella battaglia di Unstrut e la Turingia fu annessa all'impero franco. Ermanfrido viaggiò con un salvacondotto per incontrarsi con Teodorico a Zülpich. Mentre camminava lungo le mura della città con Teodorico, Ermanfrido fu gettato dai bastioni e morì.
Secondo Procopio, dopo la morte di Ermanafrido, Amalaberga fuggì con i figli dal fratello Teodato, all'epoca (534-36) re degli Ostrogoti. Durante la guerra gotica (535-554), furono catturati dal generale bizantino Belisario e inviati a Costantinopoli. Giustiniano nominò Amalafrido generale e diede in sposa sua sorella Rodelinda al re longobardo Audoino.